# 2022年北達科他州州務卿選舉
2022年北達科他州州務卿選舉將於2022年11月8日舉行，選舉北達科他州州務卿。現任共和黨州務卿阿爾文·耶格退休。